# 신세림
신세림(申世霖, 1521년 ~ 1583년)은 조선 중기의 화가이다. 일명 인림(仁霖), 본관은 평산(平山)이다.
도화서 별제(圖畵署別提), 영월군수(寧越郡守)를 역임했다. 영모(翎毛)를 잘 그려 강희안 이후의 제일가는 화가로 일컬어졌으나 현존하는 작품은 극히 적다. 덕수궁미술관이 〈죽금도(竹禽圖〉, 〈영모도(翎毛圖)〉를 소장하고 있다.

## 가족 관계
- 고조부 : 신흘(申仡)
  - 증조부 : 신규(申圭)
    - 할아버지 : 신달도(申達道)
      - 아버지 : 신진석(申晉錫)
        - 동생 : 신숙(申淑)
          - 조카 : 신중모(申重模)